# نهر ساباتو
يقع نهر ساباتو في جنوب إيطاليا ، والذي يُعرف أيضاً باسم فيومي ساباتو.

## روافد النهر
يُعد النهر أحد روافد نهر كالوري إيربينو ويُطلق عليه ايضاً اسم كالوري بينيفينتانو ويلتقي النهران في مدينة بينيفيتو. يُغطي الحوض المائي لهذا النهر مساحة تبلغ 459 كيلومتراً مربعاً أي ما يُعادل 177 ميلاً مربعاً.

## روابط خارجية
- Touring Club of Italy (2004). "Green Irpinia". The Italian Wine Guide: The Definitive Guide to Touring, Sourcing, and Tasting. Milan, Italy: Touring Editore. ص. 272–273. ISBN:978-88-365-3085-4.